# 洛杉磯大逃亡
《洛杉磯大逃亡》（英語：Escape from L.A.，也被稱作或）是一部1996年美國科幻動作電影，由約翰·卡本特執導、共同編劇和共同作曲，黛博拉·希爾和寇特·羅素共同編劇和監製，羅素再次主演大蛇·普利斯金。本片是1981年電影《紐約大逃亡》的續集，本片於1996年8月9日在美國上映。

## 劇情
2000年8月23日，一場地震襲擊了洛杉磯，造成聖費爾南多谷的洪水和加州部分分裂為馬里布和阿納海姆。片中敘述，繼上次的紐約事件的十幾年後，大蛇·普利斯金再度被2013年的新總統放出並加以威脅，要求在十小時內前往已被恐怖份子柯佛·瓊斯占據的洛杉磯將電磁脈衝武器「黑盒子」奪回，因此這次遭威脅的大蛇逼不得已，只好潛入危險重重的洛杉磯。

## 演員
- 寇特·羅素 飾演 大蛇·普利斯金
- 史蒂夫·布西密 飾演 星光嚮導艾迪（Map to the Stars Eddie）
- 彼得·方達 飾演 皮普賴（Pipeline）
- 克里夫·羅勃遜 飾演 美國總統
- 薇拉莉·葛琳諾 飾演 塔莉瑪（Taslima）
- 斯泰西·基齊 飾演 馬洛伊司令（Cmdr. Malloy）
- 潘·葛瑞兒 飾演 「千斤頂馬龍」荷許·拉斯·帕爾馬斯（Hershe Las Palmas）
- 布魯斯·坎貝爾 飾演 比佛利山莊的外科醫生（Surgeon General of Beverly Hills）
- 喬治斯·科拉菲斯（英语：Georges Corraface） 飾演 柯佛·瓊斯（Cuervo Jones）
- 蜜雪兒·福布斯（英语：Michelle Forbes） 飾演 Brazen
- A·J·蘭格（英语：A. J. Langer） 飾演 Utopia
- Ina Romeo 飾演 Hooker
- 彼得·傑森（英语：Peter Jason） 飾演 值班警長
- Jordan Baker 飾演 Police Anchor
- Caroleen Feeney 飾演 高速公路上的女人
- 保羅·巴特爾（英语：Paul Bartel） 飾演 國會議員
- Tom McNulty 飾演 Officer
- 夫·依馬達（英语：Jeff Imada） 飾演 Saigon Shadow
- 布萊克金·邁耶 飾演 衝浪手
- 羅伯特·卡拉丁 飾演 Skinhead
- Shelly Desai 飾演 Cloaked Figure
- 利藍·歐爾瑟（英语：Leland Orser） 飾演 Test Tube

## 製作
主體拍攝於1995年12月11日開始，於洛杉矶進行製作。

## 票房
本作是個票房炸彈，票房總計2500萬美元，和前作相近；但本片的成本高達5000萬美元，因此並不成功。

## 外部連結
- 互联网电影数据库（IMDb）上《洛杉磯大逃亡》的资料（英文）
- AllMovie上《洛杉磯大逃亡》的资料（英文）
- Box Office Mojo上《洛杉磯大逃亡》的資料（英文）
- 爛番茄上《洛杉磯大逃亡》的資料（英文）
- Escape from L.A. at theofficialjohncarpenter.com